# آیلیت
آیلیت (‎/ˈaɪlɪt/‎; EYE-lit; کره‌ای: 아일릿; لاتین‌نویسی اصلاح‌شده: aillit؛ انگلیسی: Illit) گروه دخترانه اهل کره جنوبی است که توسط بیلیفت لب، زیرمجموعهٔ هایب کورپوریشن از طریق برنامه رقابتی بعدی تویی؟ (۲۰۲۳) شکل گرفته است. گرده شامل پنج عضو است: یون‌آه، مین‌جو، موکا، وون‌هی و ایروها. آیلیت در ۲۵ مارس ۲۰۲۴ با آلبوم چندآهنگه (ئی‌پی) سوپر ریل می فعالیتش را آغاز کرد.

## حرفه

### ۲۰۲۳–۲۰۲۴: فعالیت‌های پیش از آغاز فعالیت و شکل‌گیری از طریق بعدی تویی؟
برنامه شبکه جی‌تی‌بی‌سی به نام بعدی تویی؟ برای ده قسمت از ۳۰ ژوئن ۲۰۲۳ پخش شد که روند رقابت ۲۲ شرکت کننده برای گروه دخترانه ۶ نفره که توسط بیلیفت لب مدیریت می‌شود را نشان می‌دهد. این گروه، اولین گروه دخترانه بیلیفت لب و سومین گروه دخترانه هایب پس از لسرافیم و نیوجینز است. در قسمت پایانی لاین‌آپ گروه شش نفره مشخص شد که دو عضو توسط عموم مردم و چهار عضو توسط تهیه‌کنندگان این کمپانی انتخاب شدند.
لاین‌آپ نهایی شامل وون‌هی، یونگ‌سو، مین‌جو، ایروها، موکا و یون‌آه بود که آخر قسمت فینال مشخص شد. در ۵ ژانویه ۲۰۲۴، بیلیفت لب گزارش کرد که یونگ‌سو گروه را ترک می‌کند. پیش از این، یونگ‌سو و بیلیفت لب در مورد فعالیت‌های آیندهٔ او و گروهش صحبت کرده بودند و با توافق دو جانبه تصمیم گرفته بودند که قرارداد او را فسخ کنند.

### ۲۰۲۴–اکنون: آغاز فعالیت با سوپر ریل می
در ۱۳ فوریه ۲۰۲۴، بیلیفت لب تأیید کرد که آیلیت در مارس ۲۰۲۴ فعالیتش را آغاز می‌کند. در ۲۱ فوریه ۲۰۲۴، این ناشر تأیید کرد که آیلیت با انتشار یک آلبوم چندآهنگه که رئیس هایب بانگ شی هیوک نیز به عنوان تهیه‌کننده در آن حضور دارد، در ۲۵ مارس ۲۰۲۴ فعالیتش را آغاز خواهد کرد. در ۲۶ فوریه، بیلیفت لب اعلام کرد که نام نخستین آلبوم چندآهنگه گروه سوپر ریل می است و پیش‌فروش آن در همان روز آغاز شد. در ۲۸ فوریه، آیلیت نخستین حضور عمومی خود به عنوان یک گروه را در شوی آکنه استودیوز در طی هفته مد پاریس انجام داد و به اولین آرتیست کی-پاپ تبدیل شدند پیش از آغاز رسمی فعالیت خود در این رویداد حضور پیدا کردند. فهرست قطعات سوپر ریل می و ترانه «مغناطیسی» به عنوان تک‌آهنگ آغازین، یک هفته بعد در ۹ مارس اعلام شد. در کل چهار قطعه از جمله «مغناطیسی» منتشر خواهد شد. سه آهنگ دیگر این آلبوم «جهان من»، «داستان نیمه‌شب» و «سندرم دختر خوش‌شانس» هستند. تیزر برای موزیک ویدئوی تک‌آهنگ «مغناطیسی» در ۲۲ مارس ۲۰۲۴ منتشر شد.
هشت روز پس از آغار فعالیت آیلیت، «مغناطیسی» وارد چهار جدول از جدول‌های بیلبورد ایالات متحده شد. آیلیت به نخستین گروه کی-پاپ تبدیل شد که تک‌آهنگ آغاز فعالیت آنها وارد جدول‌های رسمی بریتانیا می‌شود و این ترانه در جایگاه شماره ۸۰ قرار گرفت.
در آوریل ۲۰۱۶، آیلیت به سریع‌ترین اکت کی-پاپ تبدیل شد که وارد جدول هات ۱۰۰ بیلبورد قرار گرفت، زمانیکه «مغناطیسی» در جایگاه ۹۱ این جدول ظاهر شد. «مغناطیسی» همچنین به اولین تک‌آهنگ آغاز فعالیت تبدیل شد که وارد جدول هات ۱۰۰ می‌شود. موزیک ویدئوی ترانهٔ «سندرم دختر خوش‌شانس» در ۱۷ آوریل منتشر شد. در مه ۲۰۲۴، سوپر ریل می وارد جدول بیلبورد ۲۰۰ شد و در جایگاه ۹۳ قرار گرفت. علاوه بر این، آیلیت به جایگاه شماره ۴۱ بیلبورد آرتیست ۱۰۰ قرار گرفت. در ۲۸ ژوئن، بیلبورد آیلیت را به عنوان اولین «گروه کی-پاپ ماه» خود نامیدند.
در ۱۰ ژوئیه، موزه گرمی در لس آنجلس، کالیفرنیا اعلام کرد که یک نمایشگاه ویژه کی-پاپ در اوت ۲۰۲۴ برگزار خواهد شد و اکسسوری‌ها و لباس‌های پوشیده شده توسط هنرمندان زیر نظر هایب از جمله آیلیت، لسرافیم، بی‌تی‌اس، تی‌اکس‌تی و انهایپن را به نمایش می‌گذارد.

## اعضا
- یون‌آه (윤아)
- مین‌جو (민주)
- موکا (모카)
- وون‌هی (원희)
- ایروها (이로하)

## ترانه

### آلبوم‌های چندآهنگه
| عنوان       | جزئیات                                                                                    | بالاترین جایگاه جدول | بالاترین جایگاه جدول | بالاترین جایگاه جدول | بالاترین جایگاه جدول | بالاترین جایگاه جدول | فروش‌ها                                   | گوهی‌نامه‌ها         |
| عنوان       | جزئیات                                                                                    | کره جنوبی            | ژاپن                 | ژاپن هات             | ایالات متحده         | ایالات متحده جهانی   | فروش‌ها                                   | گوهی‌نامه‌ها         |
| ----------- | ----------------------------------------------------------------------------------------- | -------------------- | -------------------- | -------------------- | -------------------- | -------------------- | ---------------------------------------- | ------------------ |
| سوپر ریل می | - انتشار: ۲۵ مارس ۲۰۲۴ - ناشر: بیلیفت لب، وای‌جی پلاس - فرمت: سی‌دی، دانلود دیجیتال، استریم | ۳                    | ۳                    | ۳                    | ۹۳                   | ۲                    | - KOR: 670,200 - JPN: 31,980 - US: 4,000 | - کی‌ام‌سی‌ای: پلاتین |

### تک‌آهنگ‌ها
| عنوان      | سال  | بالاترین جایگاه جدول | بالاترین جایگاه جدول | بالاترین جایگاه جدول | بالاترین جایگاه جدول | بالاترین جایگاه جدول | بالاترین جایگاه جدول | بالاترین جایگاه جدول | بالاترین جایگاه جدول | بالاترین جایگاه جدول | بالاترین جایگاه جدول | فروش                    | گواهی‌نامه‌ها                 | آلبوم       |
| عنوان      | سال  | کره جنوبی            | کره جنوبی ترانه‌ها    | استرالیا             | کانادا               | ژاپن هات             | نیوزیلند             | سنگاپور              | بریتانیا             | ایالات متحده         | دابلیودابلیو         | فروش                    | گواهی‌نامه‌ها                 | آلبوم       |
| ---------- | ---- | -------------------- | -------------------- | -------------------- | -------------------- | -------------------- | -------------------- | -------------------- | -------------------- | -------------------- | -------------------- | ----------------------- | --------------------------- | ----------- |
| «مغناطیسی» | ۲۰۲۴ | ۱                    | ۱                    | ۲۹                   | ۳۷                   | ۳                    | ۳۰                   | ۱                    | ۸۰                   | ۹۱                   | ۶                    | - JPN: 27,935 (دیجیتال) | - آرآی‌ای‌جی: پلاتین (استریم) | سوپر ریل می |

### سایر ترانه‌های قرار گرفته در جدول
| عنوان                                                                         | سال  | بالاترین جایگاه جدول | بالاترین جایگاه جدول | آلبوم       |
| عنوان                                                                         | سال  | کره جنوبی            | ژاپن هات             | آلبوم       |
| ----------------------------------------------------------------------------- | ---- | -------------------- | -------------------- | ----------- |
| «جهان من»                                                                     | ۲۰۲۴ | ۱۵۳                  | —                    | سوپر ریل می |
| «سندرم دختر خوش‌شانس»                                                          | ۲۰۲۴ | ۲۸                   | ۹۵                   | سوپر ریل می |
| «داستان نیمه‌شب»                                                               | ۲۰۲۴ | ۱۷۳                  | —                    | سوپر ریل می |
| نشانهٔ «—» مواردی را نشان می‌دهد که در آن کشور منتشر نشده یا به جدول نرسیده‌اند. |      |                      |                      |             |

## فیلم‌شناسی

### برنامه تلویزیونی
| سال  | عنوان      | توضیحات                      | منابع |
| ---- | ---------- | ---------------------------- | ----- |
| ۲۰۲۳ | بعدی تویی؟ | ریلتی شوی انتخاب اعضای آیلیت | [ ۲ ] |

### برنامه اینترنتی
| سال        | عنوان          | توضیحات                                   | منابع         |
| ---------- | -------------- | ----------------------------------------- | ------------- |
| ۲۰۲۳       | آیل تیک ایت!   | ریلتی شوی پیش از آغاز فعالیت؛ ۶ قسمت      | [ ۴۶ ]        |
| ۲۰۲۴       | آیلیت ردی      | ریلتی شوی پیش از آغاز فعالیت؛ ۴ قسمت      | [ ۴۷ ]        |
| ۲۰۲۴       | سوپر ریل آیلیت | مستند آماده‌سازی آغاز فعالیت آیلیت؛ ۳ قسمت | [ ۴۸ ]        |
| ۲۰۲۴–اکنون | سوپر آیلیت     | آغاز پخش از ۱ ژوئیه ۲۰۲۴                  | [ ۴۹ ] [ ۵۰ ] |
| ۲۰۲۴–اکنون | شب آیلیت       | آغاز پخش از ۵ ژوئیه ۲۰۲۴                  | [ ۵۱ ]        |

## ویدئوشناسی

### موزیک ویدئو
| عنوان                | سال  | کارگردان(ها)        | منابع         |
| -------------------- | ---- | ------------------- | ------------- |
| «مغناطیسی»           | ۲۰۲۴ | دی‌کیوام             | [ ۵۲ ]        |
| «سندرم دختر خوش‌شانس» | ۲۰۲۴ | کیم این ته (ای‌اف‌اف) | [ ۵۳ ] [ ۵۴ ] |